# Gold Mask
Gold Mask  (en hangul, 황금 가면; hanja: 黃金 假面; RR: Hwanggeum Gamyeon) es una serie de televisión surcoreana dirigida por Eo Soo-sun y protagonizada por Cha Ye-ryun, Na Young-hee y Lee Hwi-hyang. La trama narra una tragedia que les ocurre a tres mujeres, provocada por la codicia y el deseo. Se estrenó en KBS2 el 23 de mayo de 2022 y se transmite todos los días de la semana a las 20:30 (hora local coreana).

## Sinopsis
La serie se centra en la trágica historia de tres mujeres, que pelean entre sí movidas por los falsos deseos y la codicia.

## Reparto

### Principal
- Cha Ye-ryun como Yoo Soo-Yeon. Creció en una familia normal, se enamoró de un hombre de una familia chaebol y se casó con él. Su vida parece reflejar la de Cenicienta y otros la envidian, pero su vida no es fácil debido al maltrato de sus suegros.[4]
- Na Young-hee como Cha Hwa-Young. Está llena de codicia y deseo, y trata de mantener su vida de clase alta.[5]
- Lee Hwi-hyang como Go Mi-Sook. Es prestamista privada y es propietaria de una cadena de franquicias de restaurantes. Ella es una buena persona.[5]
- Lee Joong-moon como Hong Jin-woo.[6]
- Lee Hyun-jin como Kang Dong-ha.[6]
- Yeon Min-ji como Seo Yoo-ra. Una diseñadora malvada y astuta que se convertirá en el archienemigo de Soo-Yeon. Ella mató al padre de Soo-Yeon y matará a cualquiera que se atreva a detener sus planes.[6]
- Choi Wan Jung.

### Secundario
- Sunwoo Eun-sook como Kim Hye-kyung, madre de Yoo Su-yeon.[7]
- Gong Da-im como Hong Jin-ah, una mujer de clase alta que está enamorada secretamente de Kang Dong-ha. También es la hija arrogante y violenta de Cha Hwa-yeong.[8]
- Lee Joo-eun como Noh Young-ji, la prima de Yoo Su-yeon; después de divorciarse de un esposo violento, vive con su tía, Kim Hye Kyung.[9]
- Hwang Dong-joo como Ko Dae-cheol. Gerente de restaurante, pero tiene una historia notable como soldado de las fuerzas especiales.[10]
- Kim Ji-yoon como mayordomo a cargo de la limpieza del grupo SA.[11]

## Producción
La serie está dirigida por Eo Soo-sun, quien había trabajado en series como Angel's Revenge (2014) y Gracious Revenge (2019). Está escrita por Kim Min-joo, quien también escribió la serie Sunny Again Tomorrow (2018) I Wanna Hear Your Song (2019). Está planeada por el Departamento de Dramas de KBS y producida por IWill Media.

## Banda sonora original
| Parte | Fecha de publicación     | N.º | Título                                            | Letra                      | Música                                    | Artista        | Duración |
| ----- | ------------------------ | --- | ------------------------------------------------- | -------------------------- | ----------------------------------------- | -------------- | -------- |
| 1     | 15 de junio de 2022      | 1   | «Confidently» (당당하게)                          | 30Billion, Hwang Seung Min | 30Billion, Hwang Seung-min, Kim Young-min | Hong Jin-young | 4:15     |
| 1     | 15 de junio de 2022      | 2   | «Confidently» (당당하게)(inst.)                   |                            | 30Billion, Hwang Seung-min, Kim Young-min |                | 4:15     |
| 2     | 4 de julio de 2022       | 1   | «Always Love With You» (어느새 그대가)            | Lee Ki-hwan                | Soo Sang-han                              | Floody         | 3:24     |
| 2     | 4 de julio de 2022       | 2   | «Always Love With You» (어느새 그대가)(inst.)     |                            | Soo Sang-han                              |                | 3:24     |
| 3     | 24 de julio de 2022      | 1   | «Like Now» (이렇게 지금)                          | Baek Eun-woo               | RUNY, Park Jeong-jun                      | RUNY           | 3:58     |
| 3     | 24 de julio de 2022      | 2   | «Like Now» (이렇게 지금)(inst.)                   |                            | RUNY, Park Jeong-jun                      |                | 3:58     |
| 4     | 14 de septiembre de 2022 | 1   | «Only One» (오직 한사람)                          | Neighbor's Bachelor        | Neighbor's Bachelor                       | FeelTong       | 4:25     |
| 4     | 14 de septiembre de 2022 | 2   | «Only One» (오직 한사람)(inst.)                   |                            | Neighbor's Bachelor                       |                | 4:25     |
| 5     | 1 de octubre de 2022     | 1   | «I Can't Stop Crying» (눈물이 멈추질 않아)        | Park Kyung-don             | Park Kyung-don                            | Lee Sul        | 3:48     |
| 5     | 1 de octubre de 2022     | 2   | «I Can't Stop Crying» (눈물이 멈추질 않아)(inst.) |                            | Park Kyung-don                            |                | 4:25     |

## Audiencia
| Temporada | Temporada  | Episodio número | Episodio número | Episodio número | Episodio número | Episodio número | Episodio número | Episodio número | Episodio número | Episodio número | Episodio número | Episodio número | Episodio número | Episodio número | Episodio número | Episodio número | Episodio número | Episodio número | Episodio número | Episodio número | Episodio número |
| Temporada | Temporada  | 1               | 2               | 3               | 4               | 5               | 6               | 7               | 8               | 9               | 10              | 11              | 12              | 13              | 14              | 15              | 16              | 17              | 18              | 19              | 20              |
| --------- | ---------- | --------------- | --------------- | --------------- | --------------- | --------------- | --------------- | --------------- | --------------- | --------------- | --------------- | --------------- | --------------- | --------------- | --------------- | --------------- | --------------- | --------------- | --------------- | --------------- | --------------- |
|           | Ep. 1–20   | 1.843           | 1.786           | 1.733           | 1.699           | 1.664           | 1.738           | 1.549           | 1.259           | 1.479           | 1.621           | 1.730           | 2.104           | 1.912           | 2.003           | 2.008           | 2.116           | 2.051           | 2.127           | 2.138           | 2.345           |
|           | Ep. 21–40  | 2.214           | 2.192           | 2.143           | 2.470           | 2.057           | 2.347           | 2.482           | 2.208           | 2.303           | 2.236           | 2.513           | 2.534           | 2.348           | 2.472           | 2.164           | 2.441           | 2.591           | 2.394           | 2.353           | 2.127           |
|           | Ep. 41–60  | 2.527           | 2.513           | 2.375           | 2.624           | 2.578           | 2.537           | 2.674           | 2.342           | 2.619           | 2.544           | 2.776           | 2.789           | 2.645           | 2.707           | 2.496           | 2.943           | 2.723           | 2.553           | 2.594           | 2.655           |
|           | Ep. 61–80  | 2.864           | 2.744           | 2.524           | 2.578           | 2.658           | 2.661           | 2.738           | 2.612           | 2.461           | 2.466           | 2.700           | 2.922           | 2.596           | 2.805           | 2.671           | 2.998           | 2.763           | 2.611           | 2.603           | 1.235           |
|           | Ep. 81–100 | 2.809           | 2.968           | 2.769           | 2.960           | 2.886           | 2.856           | 2.817           | 2.645           | 2.510           | 2.559           | 2.771           | 2.724           | 2.732           | 2.928           | 2.727           | 2.804           | 2.772           | 2.637           | 2.739           | 2.662           |

| Índices de audiencia | Índices de audiencia     | Índices de audiencia | Índices de audiencia | Índices de audiencia |
| Ep. | Fecha de emisión         | Índices de audiencia | Índices de audiencia | Índices de audiencia |
| Ep. | Fecha de emisión         | Nielsen Korea        | Nielsen Korea        | TNmS                 |
| Ep. | Fecha de emisión         | Nacional             | Seúl                 | Nacional             |
| --- | ------------------------ | -------------------- | -------------------- | -------------------- |
| 1 | 23 de mayo de 2022       | 11,5% (3.ª)          | 10% (3.ª)            | 11,1% (3.ª)          |
| 2 | 24 de mayo de 2022       | 11,3% (2.ª)          | 9,7% (2.ª)           | 11,7% (2.ª)          |
| 3 | 25 de mayo de 2022       | 10,4% (2.ª)          | 9,2% (2.ª)           | 12% (2.ª)            |
| 4 | 26 de mayo de 2022       | 10,1% (3.ª)          | 8,5% (3.ª)           | 10,9% (2.ª)          |
| 5 | 27 de mayo de 2022       | 10,4% (3.ª)          | 8,8% (4.ª)           | 11,1% (2.ª)          |
| 6 | 30 de mayo de 2022       | 10,4% (3.ª)          | 8,8% (3.ª)           | 11,7% (2.ª)          |
| 7 | 31 de mayo de 2022       | 9,7% (3.ª)           | 8,1% (3.ª)           | 10,9% (2.ª)          |
| 8 | 1 de junio de 2022       | 7,9% (4.ª)           | 7% (4.ª)             | ND                   |
| 9 | 2 de junio de 2022       | 9,0% (3.ª)           | 7,4% (5.ª)           | 9,9% (2.ª)           |
| 10 | 3 de junio de 2022       | 9,8% (3.ª)           | 8,2% (4.ª)           | 10,6% (2.ª)          |
| 11 | 6 de junio de 2022       | 10,9% (2.ª)          | 9,5% (2.ª)           | 10,5% (2.ª)          |
| 12 | 7 de junio de 2022       | 12,6% (2.ª)          | 10,7% (2.ª)          | 12,1% (2.ª)          |
| 13 | 8 de junio de 2022       | 11,5% (3.ª)          | 10,3% (3.ª)          | 12,7% (2.ª)          |
| 14 | 9 de junio de 2022       | 12% (2.ª)            | 9,6% (3.ª)           | 11,9% (2.ª)          |
| 15 | 10 de junio de 2022      | 12,7% (2.ª)          | 11,9% (2.ª)          | 12,2% (2.ª)          |
| 16 | 13 de junio de 2022      | 12,9% (2.ª)          | 11,1% (2.ª)          | 13,3% (2.ª)          |
| 17 | 14 de junio de 2022      | 12,9% (2.ª)          | 10,8% (2.ª)          | 13,6% (2.ª)          |
| 18 | 15 de junio de 2022      | 13% (2.ª)            | 11,9% (2.ª)          | 14,1% (2.ª)          |
| 19 | 16 de junio de 2022      | 13% (2.ª)            | 11,5% (2.ª)          | 13,6% (2.ª)          |
| 20 | 17 de junio de 2022      | 14,3% (2.ª)          | 12,9% (2.ª)          | 13,9% (2.ª)          |
| 21 | 20 de junio de 2022      | 13,8% (2.ª)          | 12,4% (2.ª)          | 13,9% (2.ª)          |
| 22 | 21 de junio de 2022      | 13,5% (2.ª)          | 11,6% (2.ª)          | 13,9% (2.ª)          |
| 23 | 22 de junio de 2022      | 13% (2.ª)            | 11,4% (2.ª)          | 15% (2.ª)            |
| 24 | 23 de junio de 2022      | 15% (2.ª)            | 13,1% (2.ª)          | 14,9% (2.ª)          |
| 25 | 24 de junio de 2022      | 13% (2.ª)            | 11% (2.ª)            | 13% (2.ª)            |
| 26 | 27 de junio de 2022      | 14,7% (2.ª)          | 12,6% (2.ª)          | 15,1% (2.ª)          |
| 27 | 28 de junio de 2022      | 14,8% (2.ª)          | 12,5% (2.ª)          | 15,6% (2.ª)          |
| 28 | 29 de junio de 2022      | 14,1% (2.ª)          | 12,7% (2.ª)          | 15% (2.ª)            |
| 29 | 30 de junio de 2022      | 14,3% (2.ª)          | 12,7% (2.ª)          | 13,9% (2.ª)          |
| 30 | 1 de julio de 2022       | 13,8% (2.ª)          | 11,6% (2.ª)          | 13,8% (2.ª)          |
| 31 | 4 de julio de 2022       | 15,3% (2.ª)          | 12,8% (2.ª)          | 15,1% (2.ª)          |
| 32 | 5 de julio de 2022       | 15,4% (2.ª)          | 13,3% (2.ª)          | 16,1% (2.ª)          |
| 33 | 6 de julio de 2022       | 14,5% (2.ª)          | 12% (2.ª)            | 13,5% (2.ª)          |
| 34 | 7 de julio de 2022       | 15,3% (2.ª)          | 13,4% (2.ª)          | 15,7% (2.ª)          |
| 35 | 8 de julio de 2022       | 13,7% (2.ª)          | 11,3% (2.ª)          | ND                   |
| 36 | 11 de julio de 2022      | 15,3% (2.ª)          | 12,9% (2.ª)          | 16,2% (2.ª)          |
| 37 | 12 de julio de 2022      | 15,7% (2.ª)          | 12,8% (2.ª)          | 16,3% (2.ª)          |
| 38 | 13 de julio de 2022      | 15% (2.ª)            | 12,3% (2.ª)          | 16,6% (2.ª)          |
| 39 | 14 de julio de 2022      | 14,6% (2.ª)          | 12,1% (2.ª)          | 14,5% (2.ª)          |
| 40 | 15 de julio de 2022      | 13,9% (2.ª)          | 11,7% (2.ª)          | 14% (2.ª)            |
| 41 | 18 de julio de 2022      | 15,8% (2.ª)          | 13,1% (2.ª)          | 17,1% (2.ª)          |
| 42 | 19 de julio de 2022      | 16% (2.ª)            | 13,9% (2.ª)          | 15,2% (2.ª)          |
| 43 | 20 de julio de 2022      | 14,5% (2.ª)          | 12,8% (2.ª)          | 14,8% (2.ª)          |
| 44 | 21 de julio de 2022      | 15,9% (2.ª)          | 13,5% (2.ª)          | 15,5% (2.ª)          |
| 45 | 22 de julio de 2022      | 15,5% (2.ª)          | 13,6% (2.ª)          | 15,1% (2.ª)          |
| 46 | 25 de julio de 2022      | 16,1% (2.ª)          | 13,9% (2.ª)          | 16,9% (2.ª)          |
| 47 | 26 de julio de 2022      | 16,0% (2.ª)          | 13,2% (2.ª)          | 16% (2.ª)            |
| 48 | 27 de julio de 2022      | 14,8% (2.ª)          | 12,5% (2.ª)          | 15,6% (2.ª)          |
| 49 | 28 de julio de 2022      | 16,2% (2.ª)          | 14,5% (2.ª)          | 15,5% (2.ª)          |
| 50 | 29 de julio de 2022      | 15,5% (2.ª)          | 13,2% (2.ª)          | 16,6% (2.ª)          |
| 51 | 1 de agosto de 2022      | 16,4% (2.ª)          | 13,4% (2.ª)          | 16,9% (2.ª)          |
| 52 | 2 de agosto de 2022      | 16,4% (2.ª)          | 13,7% (2.ª)          | 15,5% (2.ª)          |
| 53 | 3 de agosto de 2022      | 15,5% (2.ª)          | 13,1% (2.ª)          | 14,9% (2.ª)          |
| 54 | 4 de agosto de 2022      | 16,8% (2.ª)          | 14,6% (2.ª)          | 15,6% (2.ª)          |
| 55 | 5 de agosto de 2022      | 15,3% (2.ª)          | 12,6% (2.ª)          | 16,2% (2.ª)          |
| 56 | 8 de agosto de 2022      | 17% (2.ª)            | 4,7% (2.ª)           | 16,8% (2.ª)          |
| 57 | 9 de agosto de 2022      | 16,1% (2.ª)          | 13,8% (2.ª)          | 17,6% (2.ª)          |
| 58 | 10 de agosto de 2022     | 15,6% (2.ª)          | 13,1% (2.ª)          | ND                   |
| 59 | 11 de agosto de 2022     | 16,2% (2.ª)          | 13,3% (2.ª)          | ND                   |
| 60 | 12 de agosto de 2022     | 15,6% (2.ª)          | 16% (2.ª)            | 15,3% (2.ª)          |
| 61 | 15 de agosto de 2022     | 16,7% (2.ª)          | 14% (2.ª)            | 17,7% (2.ª)          |
| 62 | 16 de agosto de 2022     | 16,6% (2.ª)          | 13,8% (2.ª)          | 17,8% (2.ª)          |
| 63 | 17 de agosto de 2022     | 15,1% (2.ª)          | 12,3% (2.ª)          | 15,9% (2.ª)          |
| 64 | 18 de agosto de 2022     | 15,5% (2.ª)          | 13,6% (2.ª)          | 17,2% (2.ª)          |
| 65 | 19 de agosto de 2022     | 15,9% (2.ª)          | 13,5% (2.ª)          | 16,3% (2.ª)          |
| 66 | 22 de agosto de 2022     | 15,8% (2.ª)          | 13,3% (2.ª)          | 15,8% (2.ª)          |
| 67 | 23 de agosto de 2022     | 16,4% (2.ª)          | 13,4% (2.ª)          | 18,2% (2.ª)          |
| 68 | 24 de agosto de 2022     | 16,4% (2.ª)          | 13,4% (2.ª)          | 18,2% (2.ª)          |
| 69 | 25 de agosto de 2022     | 15,2% (2.ª)          | 12,3% (2.ª)          | 18,7% (2.ª)          |
| 70 | 26 de agosto de 2022     | 15,2% (1.ª)          | 13,1% (1.ª)          | 16,3% (1.ª)          |
| 71 | 29 de agosto de 2022     | 16,4% (2.ª)          | 14,1% (2.ª)          | 15,5% (2.ª)          |
| 72 | 30 de agosto de 2022     | 17,3% (2.ª)          | 14,4% (2.ª)          | 16,6% (2.ª)          |
| 73 | 31 de agosto de 2022     | 15,7% (2.ª)          | 13% (2.ª)            | 15,5% (2.ª)          |
| 74 | 1 de septiembre de 2022  | 16,8% (2.ª)          | 14,5% (2.ª)          | 17,4% (2.ª)          |
| 75 | 2 de septiembre de 2022  | 16,1% (2.ª)          | 13,7% (2.ª)          | 16,9% (2.ª)          |
| 76 | 5 de septiembre de 2022  | 17,8% (1.ª)          | 15,3% (1.ª)          | 17,9% (1.ª)          |
| 77 | 6 de septiembre de 2022  | 16,8% (2.ª)          | 14,5% (2.ª)          | 18,6% (2.ª)          |
| 78 | 7 de septiembre de 2022  | 16.1% (2.ª)          | 14.4% (2.ª)          | 16.4% (2.ª)          |
| 79 | 8 de septiembre de 2022  | 15,6% (2.ª)          | 14,1% (2.ª)          | 17% (2.ª)            |
| 80 | 9 de septiembre de 2022  | 7,2% (5.ª)           | 5,9% (7.ª)           | ND                   |
| 81 | 12 de septiembre de 2022 | 15,5% (2.ª)          | 13,1% (2.ª)          | 17,8% (2.ª)          |
| 82 | 13 de septiembre de 2022 | 17,2% (2.ª)          | 15,1% (2.ª)          | 17,7% (2.ª)          |
| 83 | 14 de septiembre de 2022 | 16,2% (2.ª)          | 14% (2.ª)            | 16,8% (2.ª)          |
| 84 | 15 de septiembre de 2022 | 17,4% (2.ª)          | 15,4% (2.ª)          | 17,9% (2.ª)          |
| 85 | 16 de septiembre de 2022 | 16,4% (2.ª)          | 14,1% (2.ª)          | 16,8% (2.ª)          |
| 86 | 19 de septiembre de 2022 | 17,4% (2.ª)          | 14,7% (2.ª)          | 18,2% (2.ª)          |
| 87 | 20 de septiembre de 2022 | 16,7% (2.ª)          | 14,1% (2.ª)          | 18,6% (2.ª)          |
| 88 | 21 de septiembre de 2022 | 15,8% (2.ª)          | 14% (2.ª)            | 16,9% (2.ª)          |
| 89 | 22 de septiembre de 2022 | 15,3% (2.ª)          | 13,3% (2.ª)          | 15,2% (2.ª)          |
| 90 | 23 de septiembre de 2022 | 16,2% (2.ª)          | 14,5% (2.ª)          | 17,4% (2.ª)          |
| 91 | 26 de septiembre de 2022 | 16,8% (2.ª)          | 15,2% (2.ª)          | 17,9% (2.ª)          |
| 92 | 27 de septiembre de 2022 | 15,9% (2.ª)          | 13,6% (2.ª)          | 18,5% (2.ª)          |
| 93 | 28 de septiembre de 2022 | 16% (2.ª)            | 13,6% (2.ª)          | 17,7% (2.ª)          |
| 94 | 29 de septiembre de 2022 | 17,2% (2.ª)          | 14,8% (2.ª)          | 17,4% (2.ª)          |
| 95 | 30 de septiembre de 2022 | 15,8% (2.ª)          | 13,4% (2.ª)          | 17,4% (2.ª)          |
| 96 | 3 de octubre de 2022     | 17,1% (1.ª)          | 15,3% (1.ª)          | 17,1% (1.ª)          |
| 97 | 4 de octubre de 2022     | 16,3% (1.ª)          | 13,7% (1.ª)          | 19% (1.ª)            |
| 98 | 5 de octubre de 2022     | 15,5% (1.ª)          | 13% (1.ª)            | 16,4% (1.ª)          |
| 99 | 6 de octubre de 2022     | 16,7% (1.ª)          | 14,1% (1.ª)          | 18,2% (1.ª)          |
| 100 | 7 de octubre de 2022     | 16% (1.ª)            | 13,9% (1.ª)          | 17,2% (1.ª)          |
| Promedio | Promedio                 | 15,203%              | 13,016%              | 15,844%              |
| - En la tabla superior, aparecen en azul los valores más bajos, y en rojo los más altos. - NR indica que el programa no estuvo entre los veinte más vistos del día. - ND indica que el dato no está disponible. |                          |                      |                      |                      |